# Pieter Hennequin
Pieter Hennequin (Sluis, 1 februari 1765 – Utrecht, 10 mei 1826) was een Nederlands officier van de genie.

## Leven en werk
Hennequin werd in 1765 in Sluis geboren als zoon van de notaris Pieter Hennequin en Cornelia de Jonge. Hennequin koos voor een loopbaan in het leger. Hij was als officier werkzaam bij de genie onder leiding van Cornelis Krayenhoff. Na de Franse tijd was hij in de rang van kolonel directeur van respectievelijk de eerste en derde directie der fortificatie. In 1823 werd hij benoemd tot ridder IIIe klasse in de Militaire Willems-Orde. Op 24 oktober 1825 werd hij - als directeur van de derde directie der fortificatie in Gent, bevorderd tot generaal majoor. Op 22 februari 1826 overleed zijn echtgenote Francoise Marie Geertruijda de Cliever in Gent. Vrij kort daarna werd Hennequin in mei 1826 gearresteerd. Hij werd beschuldigd van medeplichtigheid bij malversaties in de vestingbouw. Voordat het Hoog Militair Gerechtshof uitspraak kon doen in deze zaak pleegde hij op 10 mei 1826 zelfmoord.

## Bijzonderheden
In het Rijksmuseum Amsterdam bevinden zich een tweetal ego-documenten
- Eigenhandige aantekeningen gehouden door P. Hennequin, als Luitenant en Kapitein Ingenieur dienende geweest bij de Verenigde Nederlanden, Bergen op Zoom, 4 maart 1793 - 5 juli 1794[6]
- Staat van dienst van den Ondergetekende Lieutenant Colonel der Genie, Den Haag, 30 april 1814[7]